# Toutry
Toutry ist eine französische Gemeinde mit 408 Einwohnern (Stand 1. Januar 2022) im Département Côte-d’Or in der Region Bourgogne-Franche-Comté (vor 2016: Burgund). Die Gemeinde gehört zum Arrondissement Montbard und zum Kanton Semur-en-Auxois.
Die Einwohner werden Toutrysiens und Toutrysiennes genannt.

## Geographie
Toutry liegt circa 16 Kilometer westlich von Semur-en-Auxois in der Région naturelle Auxois an der westlichen Grenze zum benachbarten Département Yonne.
Umgeben wird Toutry von den sechs Nachbargemeinden:
| Guillon-Terre-Plaine (Département Yonne)    | Vignes (Département Yonne)                  |          |
| Savigny-en-Terre-Plaine (Département Yonne) | Kompassrose, die auf Nachbargemeinden zeigt | Époisses |
| Sauvigny-le-Beuréal (Département Yonne)     | Vieux-Château                               |          |

Toutry liegt im Einzugsgebiet des Flusses Seine. Der Serein, ein Nebenfluss der Yonne, durchquert das Gebiet der Gemeinde zusammen mit seinen Nebenflüssen, dem Sorbonnais, dem Ruisseau de l’Étang und dem Ruisseau de la Goulotte.

## Einwohnerentwicklung
Nach Beginn der Aufzeichnungen stieg die Einwohnerzahl bis zu Beginn des 20. Jahrhunderts auf einen Höchststand von 840. In der Folgezeit sank die Größe der Gemeinde bis nach dem Zweiten Weltkrieg auf rund 550. Es folgte eine Wachstumsphase, die die Zahl der Einwohner bis zu den 1970er Jahren auf rund 725 ansteigen ließ, bevor eine erneute Phase der Stagnation einsetzte, die bis heute anhält.
| Jahr                       | 1962 | 1968 | 1975 | 1982 | 1990 | 1999 | 2006 | 2011 | 2022 |
| -------------------------- | ---- | ---- | ---- | ---- | ---- | ---- | ---- | ---- | ---- |
| Einwohner                  | 611  | 687  | 724  | 503  | 496  | 452  | 464  | 459  | 408  |
| Quellen: Cassini und INSEE |      |      |      |      |      |      |      |      |      |

## Sehenswürdigkeiten

### MegalithenLes Perrons aux Souffleux
Im Jahre 1867 entdeckte der Präsident der Gesellschaft der Wissenschaften von Semur-en-Auxois das wissenschaftliche Interesse an den Steinböcken für die Geologie des Auxois. Vier Blöcke sind in einer nordnordwestlichen Linie angeordnet und zwei sind etwas entfernt. Studien aus dem Kahre 1959 haben Anzeichen von menschlichen Eingriffen gezeigt, wie beispielsweise Gebeine, zahlreiche Schläge mit Feuerstein in der Jungsteinzeit, Keramik aus der gallorömischen Zeit. Die Blöcke sind aus einem anderen Gestein als der Untergrund und einzig in der Umgebung. Untersuchungen von 1959 und 2008 haben keine Spuren von Keilung entdeckt. Ein Aufrichten der Steine kann somit ausgeschlossen werden. Es wird vermutet, dass die Blöcke aus Biotit und rosa Leukogranit ungefähr 300 Millionen Jahre alt sind und während einer Eiszeit vor ungefähr 100.000 Jahren vom nahen Gebirgsmassiv Morvan transportiert wurden.

## Wirtschaft und Infrastruktur

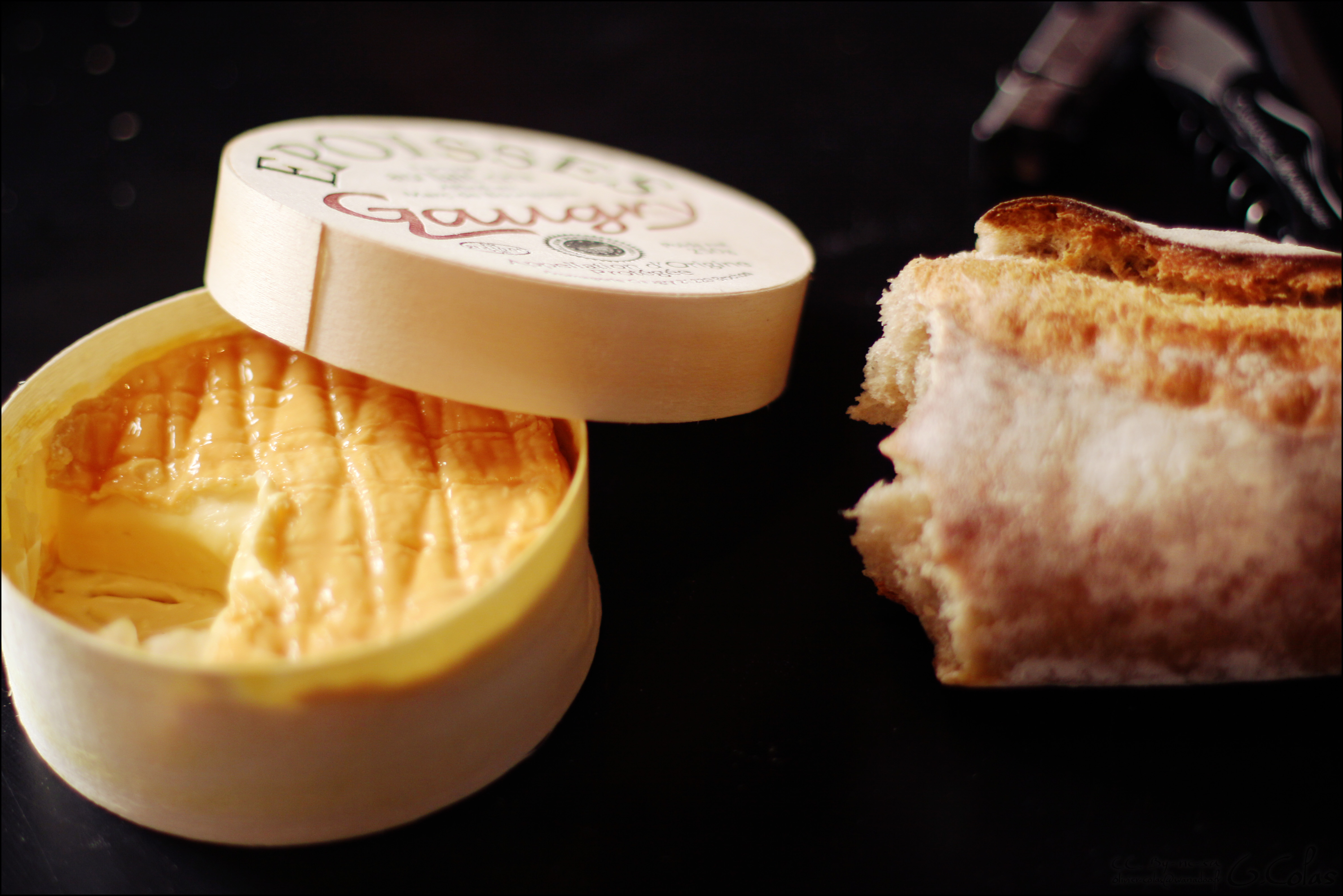
Époisses-Käse in seiner Holzschachtel

Toutry liegt in der Zone AOC des Époisses, eines Käses aus Kuhmilch.

### Bildung
Die Gemeinde verfügt über die öffentliche Vor- und Grundschule Le Chamais mit 42 Schülerinnen und Schülern im Schuljahr 2019/2020.

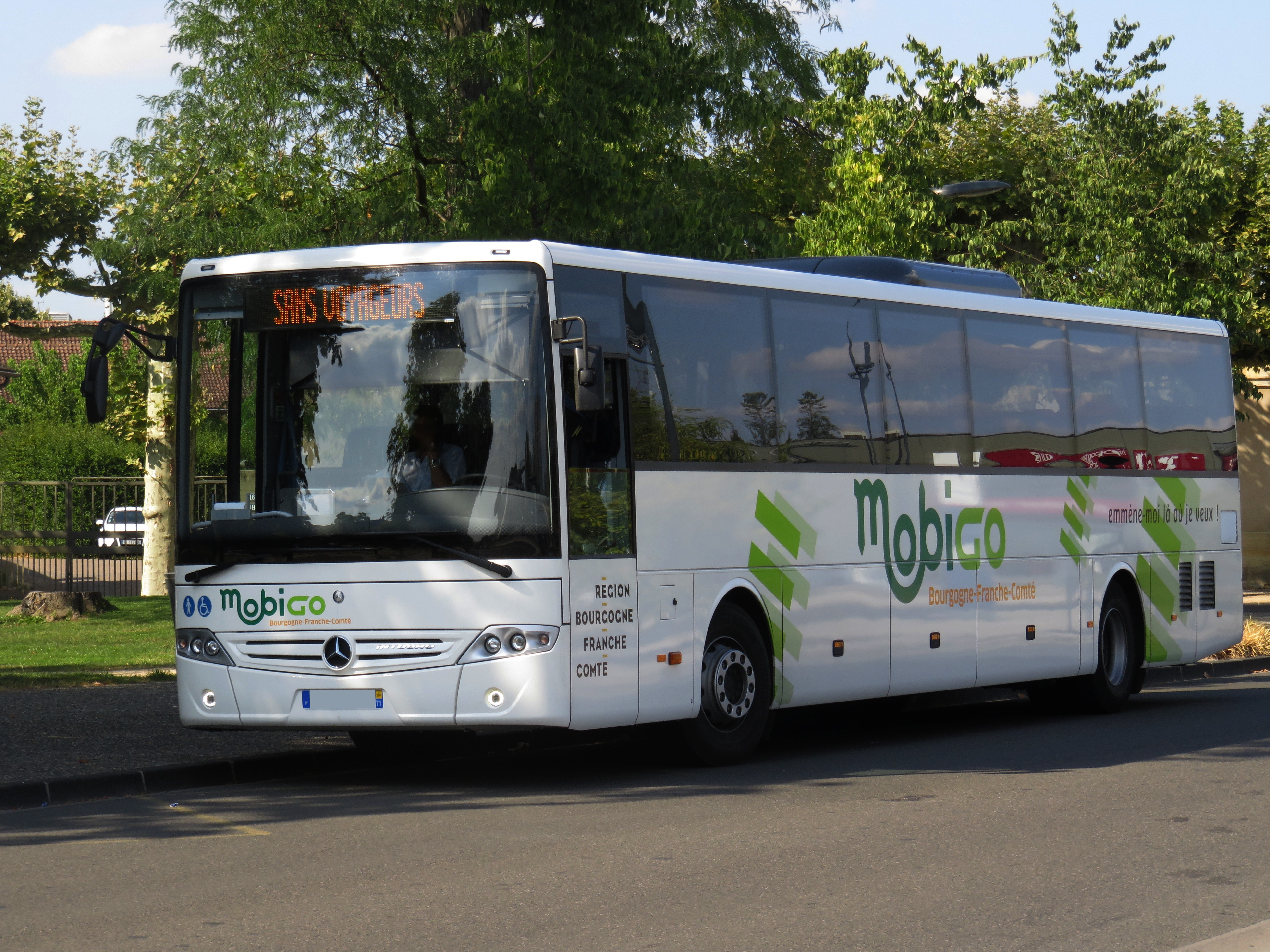
Bus des regionalen Busnetzes Mobigo

### Verkehr
Toutry ist erreichbar über die Routes départementales 4C und 954, die ehemalige Route nationale 454 und ist über eine Linie des regionalen Busnetzes Mobigo, die von Dijon nach Avallon geführt wird, mit anderen Gemeinden der Region verbunden.
Die Autoroute A6, genannt Autoroute du Soleil, durchquert einen kleinen Teil des Gemeindegebiets, allerdings ohne direkte Ausfahrt zum Ort. Die am nächsten gelegene Ausfahrt 22 ist circa 15 Kilometer entfernt und bedient die Gemeinde Avallon.
Die Schnellfahrstrecke LGV Sud-Est von Paris nach Lyon durchquert das Gemeindegebiet ohne Haltepunkt. Nächster Bahnhof ist der Bahnhof Le Creusot TGV.